# Единадесета сярска дружина
Единадесета сярска дружина е военна част от Македоно-одринското опълчение. Формирана е в края на 21 октомври 1912 година под ръководството на подпоручика от руската армия Мгебров. В състава ѝ влизат македоно-одринските доброволци от Сярското, Драмското, Солунското и Воденското братство. Дружината е разформирана на 23 септември 1913 година.

## Команден състав
- Капитан Димитър Зографов
- поручик Константин Мановски
- подпоручик Белчо Кулев†
- подпоручик Аршак Торком[1]

## Известни доброволци
- Андрей Ляпчев[1]
- Атанас Атанасов
- Владимир Куртев
- Дамян Мартинов
- Димитър Кенков
- Илия Карабиберов
- Константин Благоев
- Михаил Копанов
- Никола Гюмюшев
- Никола Дочев
- Никола Пасхов
- Симеон Божов

## Боен път
- Узун Химитлер, Балкан Тореси, кота 768, Мерхамлъ, Картал тепе, Гюмюрджина, Фере, Кешан, Ангиста, Каменица, Емирица, Султан тепе, Повиен камък, Паради, Пашаджиково, връх Говедар[1]